# Les Pinedes (la Bisbal de Montsant)
Les Pinedes és una serra situada entre els municipis de La Bisbal de Montsant i de Cabacés, a la comarca del Priorat, amb una elevació màxima de 493 metres.